# Boeing 717
Boeing 717 er et 2-motoret passagerfly med plads til 106 passagerer, produceret af den amerikanske flyproducent Boeing.

## Udvikling
Boeing 717 er en videreudvikling af McDonnell Douglas' MD-80/MD-90, der igen var en videreudvikling af Douglas Aircraft Companys DC-9. McDonnell Douglas annoncerede flyet i 1991, og programmet blev iværksat i 1995 efter 50 faste ordrer og yderligere 50 optioner var indgået fra selskabet ValuJet (senere AirTran Airways). Men i 1997 fusionerede McDonnell Douglas og Boeing og samledes under Boeing-flaget, hvorefter MD-95-projektet blev relanceret som Boeing 717.
Da Boeing opkøbte McDonnell Douglas i 1997, overtog de også de flydesign, som McDonnell Douglas havde udviklet, heriblandt MD-95 (en avanceret MD-90). Dette design blev så videreudviklet af Boeing til Boeing 717, med bl.a. nye motorer, BMW Rolls Royce BR 715, og et nyere glascockpit med multifunktionsskærme. Prototypen var en ombygget DC 9-30, der var blevet strakt en smule. Hvor MD80/90-vingen er en DC-9-vinge, der er forlænget en smule ved vingespidsen, med et helt nyt midterstykke, så vendte man med MD95/Boeing 717 tilbage til den oprindelige størrelse vinge. Derved fik man et fly, der bedre kunne erstatte den oprindelige DC-9-model, og tage kampen op mod fly i regionaljetsklassen. Timingen var god, da de oprindelige ca. 900 DC-9'ere stod over for udskiftning, ikke så meget på grund af slid, men på grund af de støj- og miljøgener, der kommer fra gamle motorer.
Boeing 717 skulle have været bygget i 3 udgaver; 717-100, 717-200 og 717-300. Dette ville også have givet flyet den standardisering, som flyselskaberne typisk sætter pris på, da det nedsætter udgifterne til pilottræning, reservedelslagre osv. Det blev dog kun til 717-200, bl.a. fordi man i USA har lavere pilotlønninger på de fly, der kaldes regional jets. Dette skel ville så forsvinde, hvis man havde en -300 med større kapacitet. I 2005, da kun 156 var blevet solgt, blev produktionen af B717 afsluttet, og derved var det også det sidste (McDonnell) Douglas-design nogensinde.

## 717-betegnelsen
Boeings passagerfly benævnes "Boeing 7x7". I 1956 fik fragtudgaven af Boeing 707 betegnelsen "Boeing 717", men den blev ikke sat i produktion. I stedet for blev flyet udviklet til det militære transportfly C-135. Det amerikanske luftvåben var dog mere interesseret i transportfly, man kunne køre om bord i, så flyet blev sat i produktion som tankflyet KC-135. Andre passagerfly som Boeing 727 og 737 kom frem omtrent samtidigt og Boeing 717-navnet forblev ubrugt i mange år. Da Boeing overtog MD-95-programmet udnyttede virksomheden chancen til at få brugt Boeing 717-navnet til sit "stedbarn".

## Brugere
I december 2011 var der 133 Boeing 717-200 i brug ved følgende flyselskaber:
- AirTran Airways (87 stk.)
- Hawaiian Airlines (18 stk.)
- Cobham (11 stk.)
- Blue1 (9 stk.)
- Turkmenistan Airlines (7 stk.)